# Narosopsis leucospila
Narosopsis leucospila är en fjärilsart som beskrevs av Dyar 1912. Narosopsis leucospila ingår i släktet Narosopsis och familjen snigelspinnare. Inga underarter finns listade i Catalogue of Life.